# Bayern-Kini
Beim Bayern-Kini (bayerisch für Bayernkönig oder König von Bayern) handelte es sich um eine Quizsendung des Bayerischen Fernsehens im Jahr 1984.
Moderiert wurde diese Quizsendung von Herbert Gogel, der sich zur selben Zeit auch für diverse Sportmoderationen in Bayern kenntlich zeigte. Sendetermin war einmal wöchentlich am Abend.
Hintergrund war, bayerische Bürger aus den verschiedenen Bayerischen Regierungsbezirken gegeneinander antreten zu lassen. Es wurden Wissensfragen aus der Bayerischen Geschichte, Politik, Kultur und Brauchtum gestellt. Aber auch Geografie und Ortskunde waren gefragt. Begleitet wurden diese Fragen durch filmische Einspielungen, welche zum Teil extra gedreht wurden, so auch historische Aufnahmen vom Münchener Oktoberfest Anfang der 1980er Jahre.

## Neuauflage
22 Jahre später, 2006 legte der Bayerische Rundfunk auf seinem Sendeplatz Bayern 1 das 1980er Jahre Quiz für den Rundfunk neu auf, und betitelte es diesmal mit Bayerns beste Bayern. In dieser Neuauflage als Telefonquiz traten auch Prominente aus Funk und Fernsehen für die einzelnen Regierungsbezirke mit an, so z. B. die Sängerin Nicki für Niederbayern.